# 百度知道
百度知道（バイドゥジダオ、英語: Baidu Knows）は、中華人民共和国の百度が運営するナレッジコミュニティ（Q&Aサイト）プラットフォームである。

## 概要
ユーザーが質問し、その質問を他の複数のユーザーが直接回答し、ポイントのやり取りをするサービスとなっている。質問や回答には百度へのユーザー登録が必要となる。
日本で展開されている人力検索はてなに似たサービスともされている。質問した場合はポイントが減り、回答した場合はポイントが増えるというシステムは入力検索はてなとは共通であるが、入力検索はてなが行っているポイントをリアルマネーで購入可能、あるいはポイントを楽天のポイントに換金するシステムとは異なり、百度知道は基本的に多くポイントを獲得した上位数十名のみ雑誌等のプレゼントが貰えるといった、換金性のないシステムである。
百度のCEOである李彦宏は「百度知道は次世代の検索サービスの検索対象となった。現在の検索対象に、百度知道、百度百科、百度貼吧等からの検索結果を加えて内容を拡充するとともに、さらにカテゴリ別で検索結果を表示するという特徴をもつことになるだろう」と語った。

## 歴史
2005年6月21日にテスト版をリリースし、同年11月8日に正式版に開始した。
2012年3月、台湾版（繁体字中国語）をリリースした。